# ACE (журнал)
ACE (Advanced Computer Entertainment) — многоформатный журнал о компьютерах и видеоиграх, впервые изданный в Великобритании под издательством Future Publishing, а затем приобретенный EMAP.

## История
ACE был запущен в октябре 1987 года, примерно в то же время, что и собственный многоформатный журнал The Games Machine, издаваемый издательством Newsfield из Ладлоу.
Штат журнала состоял в основном из бывших сотрудников Amstrad Action (AA) и Personal Computer Games, включая выпускающих соредакторов Питера Коннора и Стива Кука. Энди Уилтон, бывший член АА, был привлечен в качестве редактора рецензий, в то время как Дэйв Пэкер и Энди Смит были наняты в качестве штатных авторов. Тревор Гилхэм, ещё один бывший член АА, занимал должность художественного редактора.
В период с июня по июль 1989 года (выпуски 21 и 22) журнал был продан EMAP, и Future Publishing перевела первоначальный персонал ACE для работы над их названиями в формате Amiga Format и ST Format.